# Gregorio Martínez Sierra
Gregorio Martínez Sierra   (Madrid, 6 de maig de 1881 - Madrid, 1 d'octubre de 1947) fou un escriptor, dramaturg i empresari teatral espanyol del Modernisme.

## Biografia
Gregorio Martínez Sierra fou el primogènit del matrimoni format per Eduardo Martínez Cuesta i Emilia Sierra Muñoz, ell tenia 5 germanes i 2 germans. Va fer el batxillerat al Liceu Francès de Madrid, estudiant més tard el primer curs de Dret i passant després a estudiar Filosofia i Lletres a la Universitat de Madrid, sense acabar els estudis universitaris. Es va endinsar llavors en els cercles literaris de Madrid, on va conèixer personalitats com ara Ramón María del Valle Inclán, publicant el seu primer escrit, El poema del trabajo, l'any 1898. Va fer també petits papers d'actor.
Als dinou anys es va casar amb María de la O Lejárraga, mestre i professora d'idiomes, més de sis anys més gran que ell. Des que l'esposa de Gregorio Martínez Sierra escrivís el llibre autobiogràfic Gregorio y yo. Medio siglo de colaboración sol considerar-se que gran part de l'obra de Gregorio Martínez Sierra va ser escrita com a coautor, o va ser escrita totalment per la seva esposa, la qual, malgrat haver-se separat del seu marit l'any 1922, quan aquest es va relacionar amb la primera actriu de la seva companyia Catalina Bárcena, va seguir col·laborant amb ell. Només després de la seva mort i per motius econòmics, com ella mateixa explica en Gregorio y yo, va signar amb el seu nom i amb els cognoms de casada, o sigui, María Martínez Sierra. Encara que tradicionalment es considerés que María Lejárraga va tenir una relació creativa amb el seu marit tan íntima i inextricable com la que va existir entre els germans Quintero, sent gairebé impossible saber on comença Gregorio i on acaba María, recents fonts documentals, com la troballa de les seves cartes i les contínues peticions que "María enviés més textos" fan sospitar de l'enorme paper de María, gairebé com a autora única de l'obra conjunta.
L'any 1930 Martínez Sierra va marxar als EUA, a Hollywood, en rebre una proposta dels estudis cinematogràfics Metro Goldwin Mayer, juntament amb l'actriu Catalina Bárcena. Van tornar a Espanya l'any 1935, i al començament de la Guerra Civil van marxar a l'Argentina. Va tornar a Espanya l'any 1947, amb el desig de morir a la seva ciutat de naixement. Pocs dies després moria a Madrid, el dia 1 d'octubre de 1947.

## Obra artística
Al matrimoni Martínez Sierra es deuen diverses de les més interessants iniciatives culturals de la anteguerra civil espanyola: la fundació de diverses importants revistes literàries de curta vida, entre les quals van destacar especialment Vida Moderna, Helios i Renacimiento, la traducció i introducció a Espanya del teatre simbolista de Maurice Maeterlinck, la creació de l'Editorial Renacimiento, que entre 1908 i 1918 va editar les obres dels millors escriptors espanyols de l'Edat d'Argent en la seva col·lecció Biblioteca Renacimiento i, sobretot, la creació del Teatre d'art, una iniciativa molt ambiciosa sorgida del coneixement directe d'experiències similars com el Théâtre d'Art de Paul Fort, el Théâtre de l'Oeuvre de Lugné Poe o el Teatre d'Art de Moscou, dirigit per Meierhold i Konstantín Stanislavski.

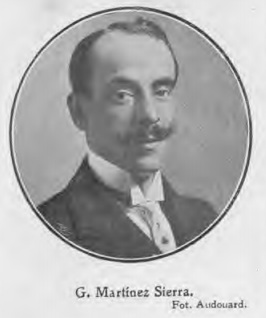
Gregorio Martínez Sierra, fotografiat per Audouard (c. 1908).

Conscienciats de la necessitat de fer del teatre un art total, el matrimoni va convocar al seu voltant un equip format no només per dramaturgs, sinó també per compositors com Manuel de Falla, Conrado del Campo, Joaquín Turina, Pablo Lluna i Ángel Barrios; un excel·lent grup d'escenògrafs, entre els quals hi havia alguns que venien de la tradició postromàntica, com Vilomara i Junyent, i altres de les Avantguardes, com Rafael de Penagos, José de Zamora i Santiago Ontañón, i sobre tots ells, la tríada formada per Manuel Fontanals, Sigfrido Bürmann i Rafael Barradas. Juntament amb ells van treballar amb un planter d'actrius i actors importants, entre els quals es trobaven la ja esmentada Catalina Bárcena. Rafael Barradas estava bojament enamorat de Catalina Bárcena, a la qual va pintar en infinitat d'ocasions (en una d'elles conjuntament amb Federico García Lorca), fet que acabaria provocant l'enemistat i ruptura de Martinez Sierra amb el pintor uruguaià.
El selecte programa ideat pels Martínez Sierra es va inaugurar el 22 de setembre de 1916 amb la seva comèdia El Reino de Dios, a la qual van seguir obres clàssiques de Shakespeare i Molière i modernes com la Casa de nines de Henrik Ibsen o el Pigmalió de George Bernard Shaw, a més d'obres de Luigi Pirandello, James M. Barrie, Marcel Pagnol, Leonid Andréiev, Nicodemi o Ferenc Molnár, o fins i tot d'autors aleshores novells, com Federico García Lorca i el seu El maleficio de la mariposa, o amb escassa presència en escena, com Jacint Grau, de qui van estrenar la peça El fill pròdig, a més del grandíssim èxit de Santa Isabel de Ceres, d'Alfonso Vidal y Planas. Però va ser la pantomima el gènere pel qual aquesta famosa companyia ha estat recordada, sent així que al Teatre Eslava, seu habitual d'aquest projecte dramàtic i del qual Gregorio va ser director durant molts anys, es van estrenar El sapo enamorado, de Tomás Borrás i música de Pablo Luna el 1916; Navidad, amb text del matrimoni Martínez Sierra i música de Joaquín Turina (els dos primers actes estan escrits en forma de pantomima i l'últim és parlat); El corregidor i la molinera, de 1917, basat en l'obra de Pedro Antonio de Alarcón i que donarà lloc al ballet, coreografiat per Léonide Massine; El sombrero de tres picos, de la companyia de Serguei Diàguilev dels Ballets Russos. El 1925, l'Exposició Internacional de les Arts Decoratives de París va concedir el seu Gran Premi a l'edició que els Martínez Sierra van fer del llibre Un Teatro de Arte en España, veritable joia bibliogràfica en la qual es recollien articles d'Eduard Marquina, Rafael Cansinos Assens, Tomás Borrás i Manuel Abril, a més de les il·lustracions de Rafael Barradas, Manuel Fontanals i Sigfrido Bürmann. En aquest mateix any el Teatre Fémina de París va dedicar la seva temporada espanyola a la Companyia dels Martínez Sierra, que, uns mesos després, faria temporada al Teatre Forrest de Broadway.

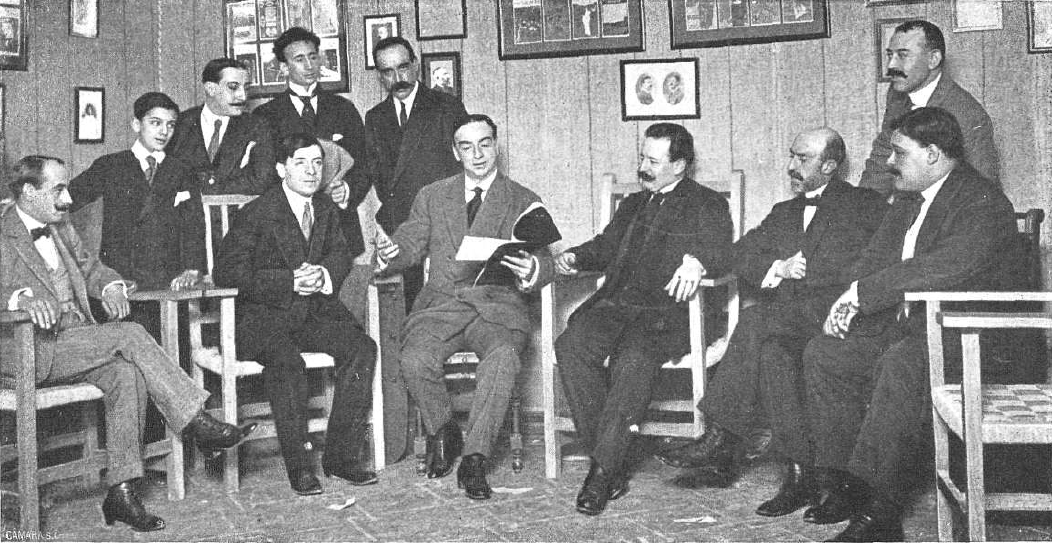
Martínez Sierra (a l'esquerra) assistint a una lectura literària l'any 1912

Com altres escriptors de la seva generació, els Martínez Sierra van ser temptats per Hollywood, on es van portar a la pantalla algunes produccions teatrals pròpies com Jo, tu i ella, dirigida per Reinhardt i basada en Dona, i Cançó de bressol, dirigida per Mitchell Leisen, ambdues de 1933; altres adaptacions van ser Primavera a la tardor, dirigida per Eugene Ford; Una vídua romàntica, dirigida per Louis King i basada en Somni d'una nit d'agost; Julieta compra un fill, escrita amb Honorio Maura Gamazo, dirigida el 1935 per Louis King. El director espanyol Benito Perojo va portar al cel·luloide també el 1931 Mamà i Susana té un secret, escrita aquesta última amb Honorio Maura. A propòsit d'aquesta última, Felipe Cabrerizo Pérez, en el seu llibre L'Atenes militaritzada, indica que Maura mai va cobrar l'adaptació («Es planeja una nova cinta per a Catalina [Bárcena] amb Julieta compra un fill, d'Honorio Maura i Martínez Sierra, i cobrada només per Martínez Sierra, que segueix tan llest com sempre».
Com a poeta i prosista Gregorio Martínez Sierra va estar enclavat dins del Modernisme; va escriure en aquest gènere líric El poema del trabajo (Madrid, 1898), una col·lecció de poemes en prosa amb un pròleg de Jacinto Benavente; Diálogos fantásticos (Madrid, 1899, també poemes en prosa); Flores de escarcha (Madrid, Tip. de G. Luste, 1900) i La casa de la primavera (Madrid: Llibreria Pueyo, 1907). Com a narradors se li deuen als Martínez Sierra les novel·les Pasqua florida (1900), Sol de la tarde (1904), La humilde verdad (1905) i Tú eres la paz (1906). Altres treballs són Hamlet y el cuerpo de Sarah Bernhardt (1905), La tristesa del Quijote (1905), Teatro de ensueño (1905), Motivos (1905) i La feria de Neuilly (1907). Granada (Guía emocional) (1911) és un llibre de viatges. Com a traductors van passar al castellà, a part de l'obra de Maurice Maeterlinck, moltes de William Shakespeare i l'obra dramàtica de Santiago Rusiñol, entre d'altres. Gran part dels seus contes, poesies i articles estan encara sense recollir i dispersos per les revistes en les quals van col·laborar, com ara Blanco y Negro, Nuevo Mundo, Por Esos Mundos, Hojas Selectas, etc.
Gregorio Martínez Sierra és considerat com un modern home de teatre, més com a director que com a autor, i un renovador en l'escenografia. La seva obra dramàtica es distingeix, dins del to benaventià, per un cert toc psicològic i una delicadesa poètica que mai arriba a traspassar el sentimentalisme més embafador. La crítica ha assenyalat també una gran habilitat en la creació de personatges femenins. Es consideren les seves millors obres el monòleg Sólo para mujeres (1913); Canción de cuna (1911), portada al cinema per Mitchell Leisen i José Luis Garci; La sombra del padre (1909); Primavera en otoño (1911), Mamá (1913) i El reino de Dios (1916), drama aquest últim al qual, sense abandonar la manera psicològica i sentimental que caracteritza tota la seva obra, intenta donar significació social i revolucionària al tema de la caritat cristiana.
Entre els seus llibrets per a obres musicals, destaquen: Las golondrinas, sarsuela (després òpera) i La llama (òpera), ambdues amb música de José María Usandizaga; les òperes de Joaquín Turina Margot i Jardín de Oriente i els ballets de Manuel de Falla El amor brujo i El sombrero de tres picos.
Durant la seva estada a Barcelona, van tenir el suport de Santiago Rusiñol, amb qui van col·laborar en diverses obres signades conjuntament i estrenades en català (així, Ocells de pas, drama de Martínez Sierra i Rusiñol, basat en Saltimbanquis, publicada tres anys abans per Martínez Sierra).
En parlar de totes aquestes obres cal considerar una vegada més que moltes d'elles van estar escrites en col·laboració o exclusivament per la seva esposa María Lejárraga. En la majoria, la intervenció d'ella era superior a la d'ell, quan no l'única. No obstant això, el bon fer i el mestratge de Gregorio en el camp de la direcció escènica i empresarial són indiscutibles.

## Filmografia
Director i guionista
- Canción de cuna (1941)
- Tú eres la paz (1942)
- Los hombres las prefieren viudas (1943)

Guionista
- La novia de la Marina (1948)

## Obres publicades (inclou aquelles escrites perMaría Martínez Sierra)
- El poema del trabajo (1898)
- Diálogos fantásticos (1899)
- Flores de escarcha (1900)
- Almas ausentes (1900)
- Horas de sol (1901)
- Pascua florida (1903)
- Sol de tarde (1904)
- La humilde verdad (1905)
- La tristeza del Quixote (1905)
- Teatro de ensueño (1905)
- Motivos (1905)
- Tú eres la paz (1906)
- La feria de Neuilly (1907)
- Aldea ilusoria (1907)
- La casa de la primavera (1907)
- Aventura (1907)
- Beata primavera (1908)
- El peregrino ilusionado (1908)
- Torre de marfil (1908)
- Juventud, divino tesoro (1908)
- Vida y dulzura (1908)
- Hechizo de amor (1908)
- La selva muda (1909)
- El agua dormida (1909)
- La sombra del padre (1909)
- El ama de casa (1910)
- El amor catedrático (1910)
- Todo es uno y lo mismo (1910)
- Lirio entre espinas (1911)
- Primavera en otoño (1911)
- Canción de cuna (1911)
- El palacio triste (1911)
- La suerte de Isabelita (1911)
- El pobrecito Juan (1912)
- Mamá (1913)
- Las golondrinas (1913)
- Madame Pepita (1913)
- El enamorado (1913)
- Sólo para mujeres (1913)
- Madrigal (1913)
- Los pastores (1913)
- La vida inquieta (1913)
- La Tirana (1913)
- Margot (1913)
- La mujer del héroe (1914)
- La pasión (1914)
- Los románticos (1914)
- Amanecer (1915)
- El amor brujo (1915)
- El Reino de Dios (1916)
- El diablo se ríe (1916)
- Abril melancólico (1916)
- Cartas a mujeres de España (1916)
- Para hacerse amar locamente (1916)
- Navidad (1916)
- Feminismo, feminidad, españolismo (1917)
- La adúltera penitente (1917)
- La llama (1918)
- Calendario espiritual (1918)
- Cristo niño (1918)
- Rosina es frágil (1918)
- Cada uno y su vida (1919)
- El corazón ciego (1919)
- Fuente serena (1919)
- La mujer moderna (1920)
- Sueños de una noche de agosto (1920)
- Granada (1920)
- Don Juan de España (1921)
- Kodak romántico (1921)
- El Ideal (1921)
- Viaje a la isla de los animales (Teatro de los niños, 1922)
- Mujer (1925)
- Rosas mustias (1926)
- Seamos felices (1929)
- Triángulo (1930)
- La hora del diablo (1930)
- Eva curiosa (1930)
- Nuevas cartas a las mujeres (1932)
- Cartas a las mujeres de América (1941)